# Giuseppe Virgili
Giuseppe Virgili (24 de juliol de 1935 - 10 de juny de 2016) va ser un futbolista italià que jugava com a davanter.

## Carrera de club
Nascut a Udine, Virgili va jugar a l'Udinese, ACF Fiorentina, Torino, Bari, Livorno i Taranto a nivell de club. L'equip amb què va jugar més partits va ser l'ACF Fiorentina, equip amb el qual va jugar com a titular la final de la Copa d'Europa de 1957, que el seu equip va perdre 2-0 contra el Reial Madrid.

## Carrera internacional
Virgili també va marcar dos gols en 7 partits amb la selecció nacional entre 1955 i 1957.

## Vida posterior i mort
Virgili va morir a l'hospital als 80 anys, després d'una malaltia. Va ser inclòs al Saló de la Fama de la Fiorentina el 2013.